# Distretto elettorale di Omatako
Il distretto elettorale di Omatako è un distretto elettorale della Namibia situato nella Regione di Otjozondjupa con 17.619 abitanti al censimento del 2011. Il capoluogo è la città di Omatako.
Altre località del distretto sono Kalkfeld, Hochfeld e Ovitoto.